# Municipio de Orleans (Indiana)
El municipio de Orleans (en inglés: Orleans Township) es un municipio ubicado en el condado de Orange en el estado estadounidense de Indiana. En el año 2010 tenía una población de 3555 habitantes y una densidad poblacional de 38,14 personas por km².

## Geografía
El municipio de Orleans se encuentra ubicado en las coordenadas 38°39′5″N 86°27′2″O / 38.65139, -86.45056. Según la Oficina del Censo de los Estados Unidos, el municipio tiene una superficie total de 93.21 km², de la cual 92,52 km² corresponden a tierra firme y (0,73 %) 0,68 km² es agua.

## Demografía
Según el censo de 2010, había 3555 personas residiendo en el municipio de Orleans. La densidad de población era de 38,14 hab./km². De los 3555 habitantes, el municipio de Orleans estaba compuesto por el 98,73 % blancos, el 0,28 % eran afroamericanos, el 0,28 % eran amerindios, el 0,28 % eran asiáticos y el 0,42 % eran de una mezcla de razas. Del total de la población el 0,42 % eran hispanos o latinos de cualquier raza.